# 道格拉斯峰 (埃爾斯沃思地)
80°0′S 81°25′W / 80.000°S 81.417°W
道格拉斯峰（英語：Douglas Peaks）是南極洲的山峰，位於埃爾斯沃思地，處於普盧默冰川以南，屬於埃爾斯沃思山脈中赫里蒂奇嶺的一部分，由明尼蘇達大學探險隊命名，現時由南極條約體系管理。